# Johannes Irgens
Johannes Irgens (født 11. august 1785, død 13. juli 1863) var en dansk-norsk blikkenslager og opfinder, der virkede i København.

## Baggrund
Johannes Irgens blev født i Røros 11. august 1785, som søn af Ingerid Olsdatter Langen og Christian Fredrik Irgens. Hans farbror, Henning Irgens, var blikkenslager i København, og da han døde i 1811, efterlod han sig enke og to døtre, men ingen sønner til at overtage forretningen. Det blev i stedet Johannes Irgens.

## Irgens som opfinder
Blikkenslagerfirmaet Irgens havde allerede under Englandskrigene gjort sig positivt bemærket med en forbedret tilvirkning af tranlamperne i Københavns gader. Irgens fik senere adgang til et fransk patent på en ny type olielamper, "arganske" lamper (efter opfinderen), og solgte dem fra sit værksted. Derefter satte Johannes Irgens sig ind i brugen af gas til belysning og tilvirkede et apparat til udvikling af gas. Det blev brugt ved indgangen til hans egen bolig i Skindergade, og det var første gang man i København så gasbelysning på gaden. I 1819 var han kommer så langt, at han søgte - og fik - kongelig tilladelse til at udvikle gasapparater og demonstrere brugen af gasbelysning. To andre ansøgere fik lignende tilladelser.
I 1819 kom passagerskibet Caledonia som det første dampskib til Danmark. Foruden sin faste rutetrafik mellem København og Kiel havde skibet også en lukrativ beskæftigelse om søndagen i form af sejlads på Øresund fra Toldboden til Bellevue og Charlottenlund. Irgens var interesseret i at komme ind på dette marked, men i stedet for at købe et dampskib, udviklede han et maskineri, baseret på et tandhjul, drevet af en vægtstang, der blev betjent af bådens besætning. I 1821 indleverede han en patentansøgning på opfindelsen og fik fem års eneret på sit maskineri. Han gik i kompagniskab med hofmedaljør Conradsen og F. E. Lohse og fik bygget Maskinbaaden, som man indrykkede annoncer for i 1821 og 1822, med en lidt lavere pris end den, Caledonias ejere forlangte. De muskeldrevne maskinerier har gennemgående haft det svært på andet end helt korte distancer, og efter 1822 hørte man ikke mere til projektet.

## Familie
Johannes Irgens blev gift med Sophie Amalie Hansen (født 26. december 1797, død 13. januar 1884). Der var ni børn i ægteskabet.